# Linotype

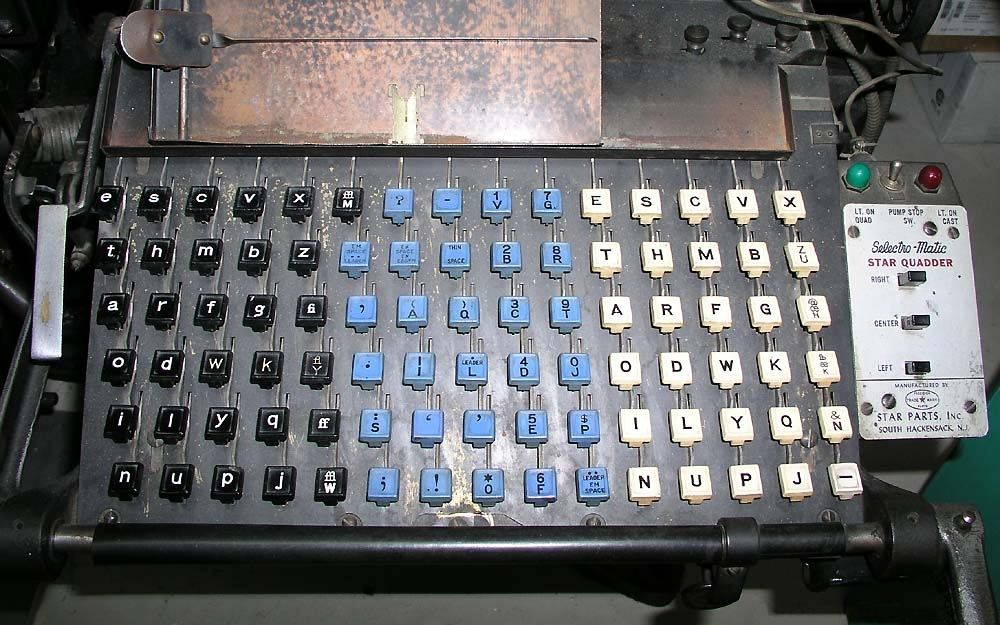
Tastiera di una linotype

La linotype (in italiano linotipo) è una macchina tipografica che compone e giustifica automaticamente ciascuna linea di caratteri del testo. Rappresenta il superamento della composizione a mano e fu introdotta negli ultimi decenni del XIX secolo.
Il termine linotype è una contrazione line of types (colloquialmente line-o'-type), la linea di caratteri in metallo che la macchina è in grado di comporre automaticamente.

## Storia

### Invenzione

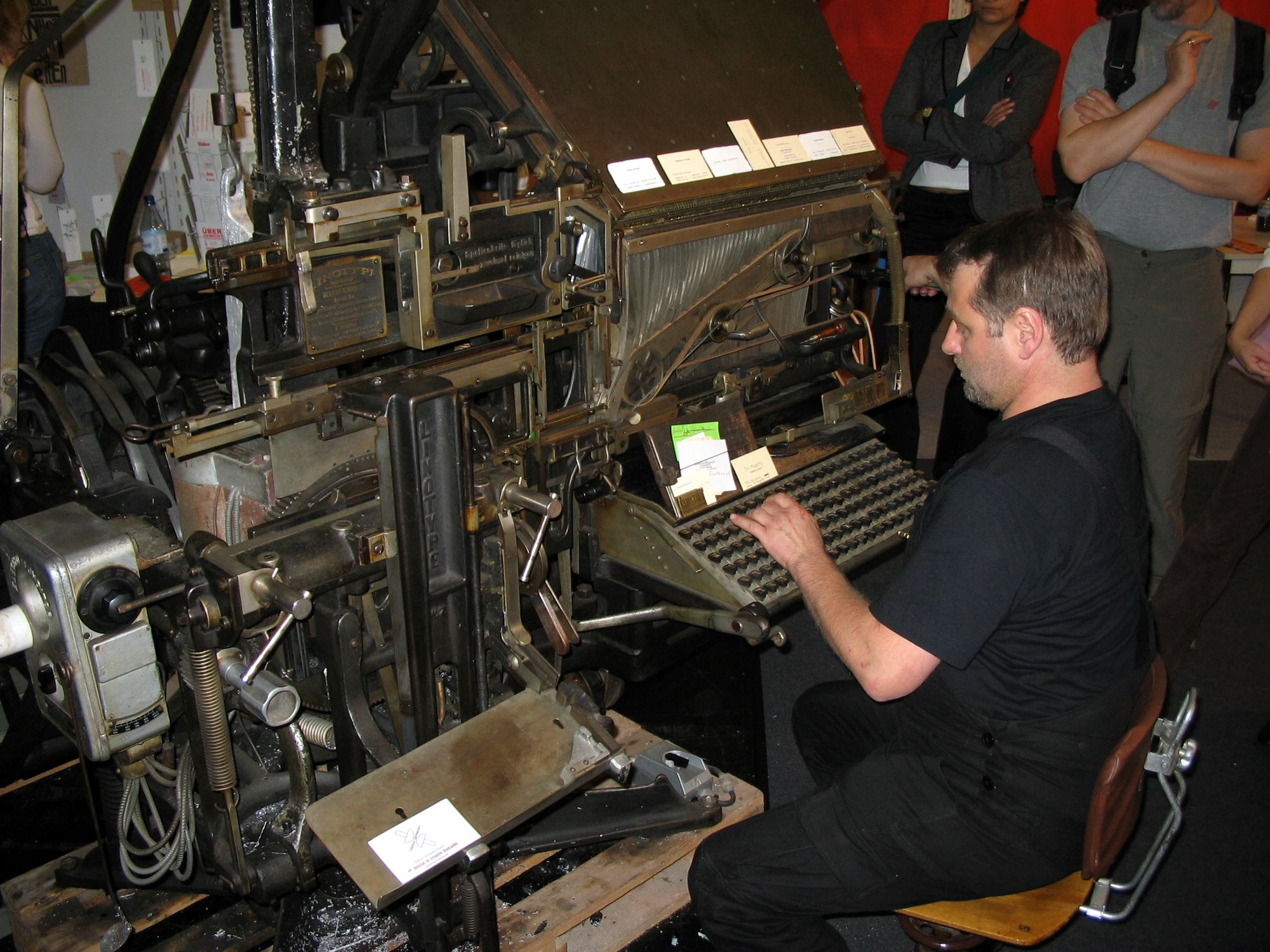
Una linotipo

La linotype è una macchina che fonde le singole lettere e le giustappone, automaticamente spaziate, nella linea. Fu inventata nel 1881 negli Stati Uniti dal tecnico tedesco Ottmar Mergenthaler. Prodotta dalla Mergenthaler Linotype Company, fu installata per la prima volta nel 1886 al New York Tribune. La linotype fu la prima macchina per la composizione tipografica automatica e consentì notevoli aumenti di produttività.
È costituita da una tastiera alfanumerica (simile a quelle delle macchine per scrivere) su cui un tecnico specializzato (il "linotipista") compone le parole comandando per ogni singolo tasto una leva che libera la corrispondente matrice prelevata dal magazzino.
Le matrici vanno a disporsi nel compositoio fino al completamento della riga. Quando la scrittura è completata, il compositoio, con un primo elevatore, passa alla forma. Qui, da un crogiolo è immesso il metallo fuso (solitamente una lega di piombo) che fonde l'intera riga. Un secondo elevatore affida poi le matrici al meccanismo della distribuzione, dove un sistema di prismi e di tre viti elicoidali s'incarica di riporre le matrici nei rispettivi canali del magazzino.
In Italia le linotype vennero impiegate per la prima volta nella tipografia di un giornale nel 1897 alla «Tribuna» di Roma, a quel tempo il principale quotidiano della capitale.

### Il superamento dellalinotype
Uno dei motivi dell'abbandono della linotipo è stato il passaggio dalla composizione tipografica a "caldo" (cioè col piombo fuso, propria della linotype ma anche della monotype) al cosiddetto sistema a "freddo", e cioè la composizione al computer. Le nuove tecnologie furono applicate alla stampa dei quotidiani a partire dai primi anni settanta. Il piombo venne sostituito dal sistema a fotocomposizione e l'impaginazione divenne un lavoro di grafica, eseguito sugli schermi del computer. Un processo tecnologico della stampa che diede inizio ad una rivoluzione in tutti i settori produttivi. La composizione a freddo ha esaltato le potenzialità della stampa litografica (la stampa offset, inventata molti decenni prima, nel 1904). Un settore nel quale la linotype trova ancora un utilizzo è quello della legatoria: le composizioni in piombo sono utilizzate per l'impressione dei titoli in oro sulle copertine dei libri o per la personalizzazione di articoli in pelle.

## Citazioni
- La canzone di Lucio Dalla Come è profondo il mare fa riferimento ai linotipisti come popolo della notte che, al termine del lavoro, si ritrovano nei bar e nelle osterie rimanendo svegli fino all'alba.
- Il regista Douglas Wilson ha girato un film documentario dedicato a questa macchina dal titolo "Linotype: The Film"[6], la cui uscita negli Stati Uniti d'America è avvenuta il 16 gennaio 2012[7].